# Ola Lindgren
Ola Lindgren (Halmstad, 29 de fevereiro de 1964) é um ex-handebolista profissional e treinador sueco, medalhista olimpico.
Ola Lindgren fez parte dos elencos medalha de prata de Barcelona 1992 e Atlanta 1996 e Sydney 2000. Ele é duas vezes campeão mundial, e quatro vezes europeu, é o atual treinador da Suécia.